# Богатиренко Анатолій Андрійович
Богатиренко Анатолій Андрійович — український політик, народний депутат України 3-го скликання (1998-2002).

## Життєпис
Народився 28 травня 1953 року у м. Донецьку. 
Освіта: Донецький політехнічний інститут (1976-1981), інженер-електрик, спеціальність «Електропостачання промислових підприємств і міст»; кандидатська дисертація «Механізми динамічного управління підприємствами» (2006).
03.1971-01.1984 — електрослюсар, Кіровське підприємство електромереж "Донбасенерго", м. Донецьк; 
11.1972-11.1974 — строкова служба в армії, м.Чернівці; 
02.1984-06.1990 — ст. інженер, начальник служби, заступник директора, Нижньовартівське підприємство електромереж. 
07.1990-02.1993 — керівник, МПП "Богатир", м. Лангепас Тюменської області (РФ) 
02.1993-09.1995 — керівник, Корпорація "РосУкрнафтопродукт", м. Донецьк. 
09.1995-04.1998 — президент, Промислово-інвестиційна ґрупа "РосУкр", м. Донецьк.

### Депутатська діяльність
З 03.1998 по 04.2002 — народний депутат України 3-го скликання, обраний по виборчому округу № 63 (Донецька область). На момент виборів: президент промислово-інвестиційної ґрупи "РосУкр", позапартійний.
Член фракції НДП (05.1998-05.99), позафракційний (05-12.1999), член ґрупи "Трудова Україна" (12.1999-03.2001), член ґрупи "Реґіони України" (03-11.2001), член фракції "Реґіони України" (з 11.2001); член Комітету з питань промислової політики (з 07.1998).
З 04.2003 — директор Департаменту взаємозв'язків з виконавчою владою, Міністерство фінансів України (м. Київ).
Захоплення: полювання, теніс.

## Сім'я
Батько — Андрій Маркович (1927);
Мати — Марія Іванівна (1927); 
Дружина — Ірина Сергіївна (1958), бухгалтер; 
Син — Сергій (1979), керівник підприємства; 
Донька — Марія, (1986).

## Цікаві факти
Має найбільшу суму серед фізичних осіб неповернутого кредиту Промінвестбанку у розмірі — понад 839 млн грн.